# Guargualè
Guargualè (in corso Guargualè)  è un comune francese di 117 abitanti situato nel dipartimento della Corsica del Sud nella regione della Corsica.

## Società

### Evoluzione demografica
Abitanti censiti